# Šmiklavž pri Škofji vasi
Šmiklavž pri Škofji vasi este o localitate din comuna Celje, Slovenia, cu o populație de 200 de locuitori.